# Мэри Синклер
Мэри Синклер (англ. Mary Sinclair, настоящее имя Элла Долорес Кук, 15 ноября 1922 — 5 ноября 2000) — американская актриса театра, кино и телевидения, которая достигла весьма большого успеха на телевидении в период 1950-х годов. Она выступала во множестве пьес и телевизионных программ, а в 1952 году номинировалась на премию «Эмми» На более позднем этапе карьеры она ушла из актёрской профессии и стала художником, переехав в Европу
.